# Protaephagus capensis
Protaephagus capensis is een vlinder uit de familie witvlekmotten (Incurvariidae). De wetenschappelijke naam van deze soort is voor het eerst geldig gepubliceerd in 1980 door Scoble.
De soort komt voor in tropisch Afrika.